# Stomodes tolutarius
Stomodes tolutarius — вид жесткокрылых семейства долгоносиков.

## Описание
Жук длиной 3,6-4,5 мм. Окраска тела чёрная или смоляно-бурая. Тело в довольно длинных и тонких золотистых волосках. Переднеспинка в круглых точках точках с центральным бугорком, несущим волосок. Промежутки между точками больше диаметра самих точек, в очень мелкой пунктировке. Лоб и головотрубка в едва вытянутых в длину точках.

## Экология
Живут в норах грызунов и в дернине.